# Bonsall (Derbyshire)
Pour les articles homonymes, voir Bonsall.
Bonsall est une paroisse civile et un village du Derbyshire, en Angleterre.